# Кордон Шапкіно
Кордо́н Ша́пкіно (рос. Кордон Шапкино) — присілок у складі Орловського району Кіровської області, Росія. Входить до складу Орловського сільського поселення.
Населення становить 1 особа (2010)%.